# Paul Brunton

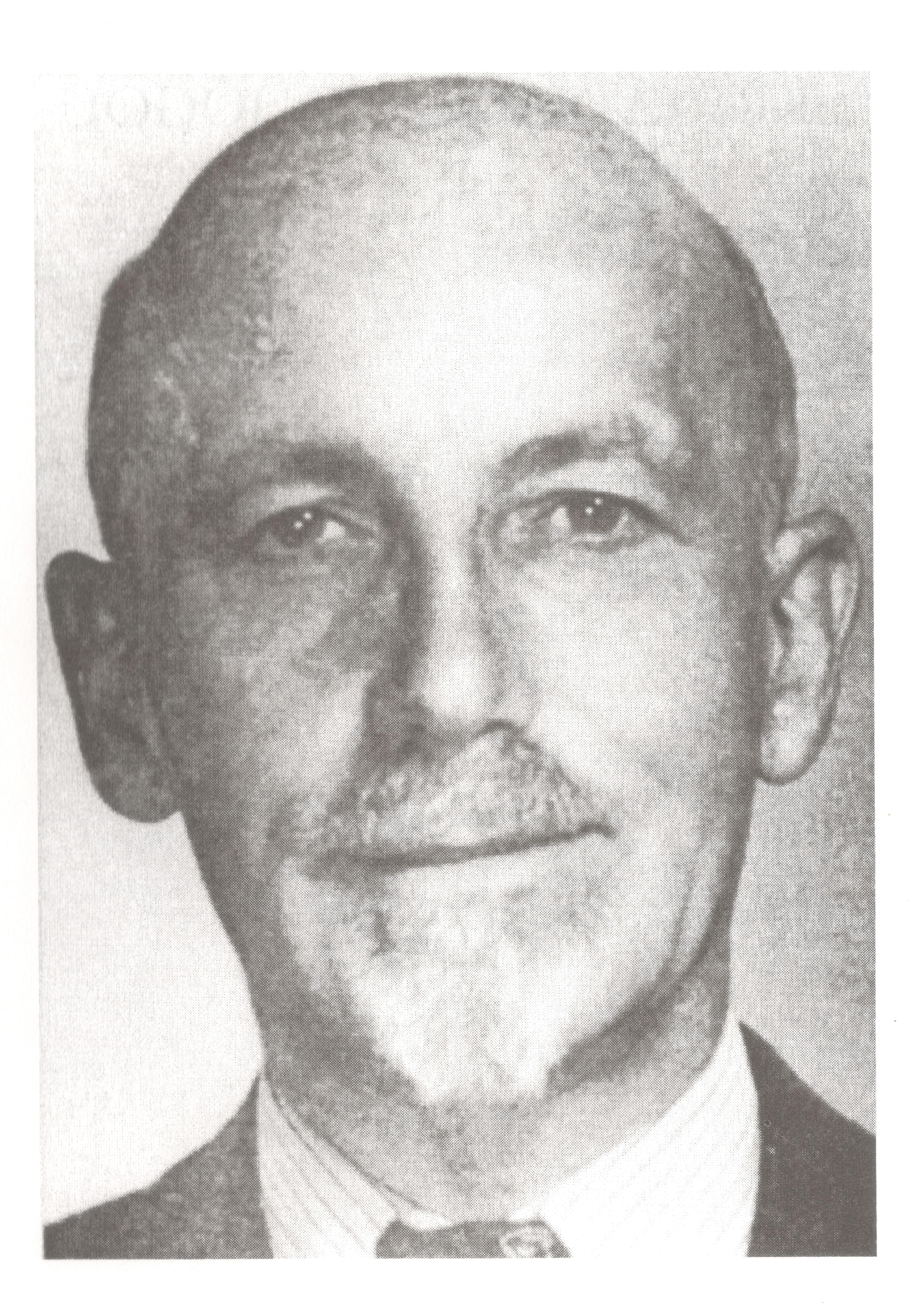
Paul Brunton

Paul Brunton (* 21. Oktober 1898 in London; † 27. Juli 1981 in Vevey, Schweiz; ursprünglicher Name vor der Umbenennung Hyman Raphael Hurst) war ein englischer Philosoph, Autor von spirituellen Büchern, Journalist und Reisender. Seine ersten international bekannten Bücher wurden zu Bestsellern und wurden in viele Sprachen übersetzt.
Er war ein Vertreter einer philosophischen Bewegung namens Mentalismus.

## Leben und Werk
Paul Brunton wurde am 21. Oktober 1898 als Sohn jüdischer Eltern, die aus Osteuropa eingewandert waren, in London geboren. Er wuchs im Londoner Stadtbezirk Cockney auf. Im Kindesalter verlor er die Mutter (in seinen 13 Jahren), woraufhin eine Stiefmutter, genannt Auntie (Kosename für Tante), die Erziehung übernahm. Er erhielt seine Ausbildung an der Central Foundation Boys' School. Schon als Jugendlicher interessierte er sich für philosophische und spirituelle Schriften. Er studierte auch am St. George’s College Central in London (St. George's College for Civil Service and Secretarial Training, 1909 vom King’s College übernommen; am Red Lion Square gelegen). Während des Ersten Weltkriegs, 1917–1918, diente er in einer Tank-Division. Nach Studium und Militärdienst wurde er Buchhändler und Journalist. Als Teilhaber des esoterischen Verlags und der Buchhandlung Atlatis Bookshop stand er sowohl mit der literarischen als auch der okkulten und spirituellen Intelligenz seiner Zeit in Kontakt. Er interessierte sich auch für die Theosophische Gesellschaft, wo er seine erste Frau, eine gebürtige Dänin, kennenlernte.
1921 heiratete er Karen Augusta Tuttrup, aus der Ehe ging 1923 der Sohn Kenneth Thurston Hurst hervor. Nachdem Karen eine Beziehung mit seinem Freund Leonard Gill eingegangen war, folgte 1926 die Scheidung. Brunton pflegte jedoch zeit seines Lebens weiterhin ein freundschaftliches Verhältnis zu seiner Ex-Frau und Gill. Beruflich arbeitete Brunton in London als Buchhändler, Herausgeber von Zeitschriften und Journalist, wobei er unter anderem die Pseudonyme Raphael Delmonte und Raphael Meriden benutzte. Als er 1930 nach Indien reiste, gab er diese Tätigkeiten auf.
Mit dem Golden Dawn-Mitglied Allan Bennett (1872–1923) veröffentlichte er The Buddhist Review. 1920 trat Brunton der Theosophischen Gesellschaft (entweder Adyar-TG oder TGinA) bei, kündigte aber nach zwei Jahren seine Mitgliedschaft wieder, da er zur Ansicht gekommen war, dass die Meister der Weisheit sich von der TG zurückgezogen hätten. Brunton sagte über seine Mitgliedschaft: But it was Theosophy which gave me my first introduction to Oriental thought... (Die Theosophie habe ihn mit der östlichen Denkweise bekannt gemacht). Danach wurde er Mitglied einer Spiritualist Society.
Im Jahr 1930 brach Brunton nach Indien auf, um Yogis, Adepten und Fakire aus eigener Anschauung kennenzulernen. Im Januar 1931 traf er in Tiruvannamalai mit Ramana Maharshi zusammen, der ihn tief beeindruckte. Dennoch setzte er seine Suche fort und kehrte nach monatelanger Reise durch Indien schließlich wieder zu Maharshi zurück, überzeugt, in ihm seinen Guru gefunden zu haben. An Schwarzwasserfieber erkrankt, musste Brunton 1931/32 nach England zurückkehren, wo er während der Genesung seine Erlebnisse bei Maharshi im Buch A Search in Secret India (1934, deutsch 1937 unter dem Titel Von Yogis, Magiern und Fakiren) veröffentlichte. Insbesondere dieses Werk, ein Bestseller, weckte im Westen das Interesse für östliche Weisheitslehren.

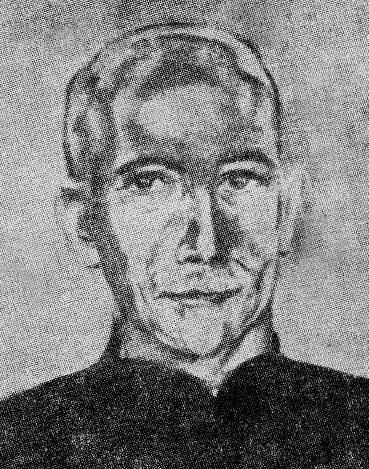
Porträt von Paul Brunton

Nach weiteren Reisen durch Indien und Ägypten ließ sich Brunton 1938 in den USA nieder. Dort zählten unter anderem die Eltern von Jeffrey Masson zu seinem engeren Anhängerkreis. Brunton lebte zeitweise in Australien und Neuseeland. Seinen Lebensabend verbrachte er in der Schweiz.
Seine 13 Bücher erschienen in 17 Sprachen mit einer Auflage von mehr als 2 Millionen. Dem Ansinnen seiner Anhänger, ihn zu einem Guru zu machen, trat er entschieden entgegen. 1972 gründete sein Freund Anthony Damiani die Non-Profit-Organisation Wisdom's Goldenrod Center for Philosophic Studies in Hector im US-Bundesstaat New York, die sich im Anschluss an Bruntons Werke, dem Studium der westlichen und östlichen Philosophien widmet.
Brunton erlitt im Sommer 1981 eine Hirnblutung, fiel ins Koma und starb am 27. Juli 1981 im Krankenhaus von Vevey in der Schweiz. Sein Leichnam wurde verbrannt und die Asche von seinem Sohn Kenneth in die USA gebracht. Kenneth rief 1986 die Paul Brunton Philosophic Foundation ins Leben, um das letzte Werk Bruntons, The Notebooks of Paul Brunton, mit einem Umfang von 7000 Seiten herauszugeben. Daraus entstand ein 16-bändiges Werk, das 1990 komplett vorlag und Bruntons Bemühungen um eine Synthese aus östlicher Mystik (Meditation, Yoga etc.) und westlichem Rationalismus bezeugte.

## Werke (Auswahl)
- Die Weisheit des Überselbst. Zürich 1949.
- Die Philosophie der Wahrheit – tiefster Grund des Yoga., Rascher, Zürich 1951.
- Yogis: verborgene Weisheit Indiens, Hamburg, Krüger, 1950.
- Als Einsiedler im Himalaya: Ein Tagebuch, München, Barth, 1951.
- Geheimnisvolles Ägypten – Magie und Mystik im Alten Ägypten. Gustav Lübbe, Bergisch Gladbach 1979.
- Von Yogis, Magiern und Fakiren. Begegnungen in Indien. Aus dem Englischen von Friedrich Hundt. Verlag Hermann Bauer, Freiburg 1980.
- The Notebooks of Paul Brunton. 16 Volumes. Larson Publications, New York 1984, ISBN 0-943914-23-X.
- Karma – was es wirklich bedeutet. Bauer, Freiburg im Breisgau 1999, ISBN 3-7626-0727-3.
- Das Überselbst. Bauer, Freiburg im Breisgau 1999, ISBN 3-7626-0710-9.
- Das Selbst und der Weltgeist. Aquamarin-Verlag, Grafing 2001, ISBN 3-89427-179-5.